# Phosphaenus hemipterus
La luciérnaga diurna de alas cortas (Phosphaenus hemipterus) es una especie de coleóptero de la familia Lampyridae. Es la única especie del género Phosphaenus.
Se encuentra en los países del Mediterráneo, en Europa central, al oeste hasta el océano Atlántico y al norte hasta Escandinavia e Inglaterra. Ha sido introducido en Norteamérica. Las larvas se alimentan de lombrices de tierra. Los adultos no se alimentan. Es el único lampírido en que ninguno de los sexos puede volar. Se comunican por feromonas en vez de señales luminosas.